# IBM 604

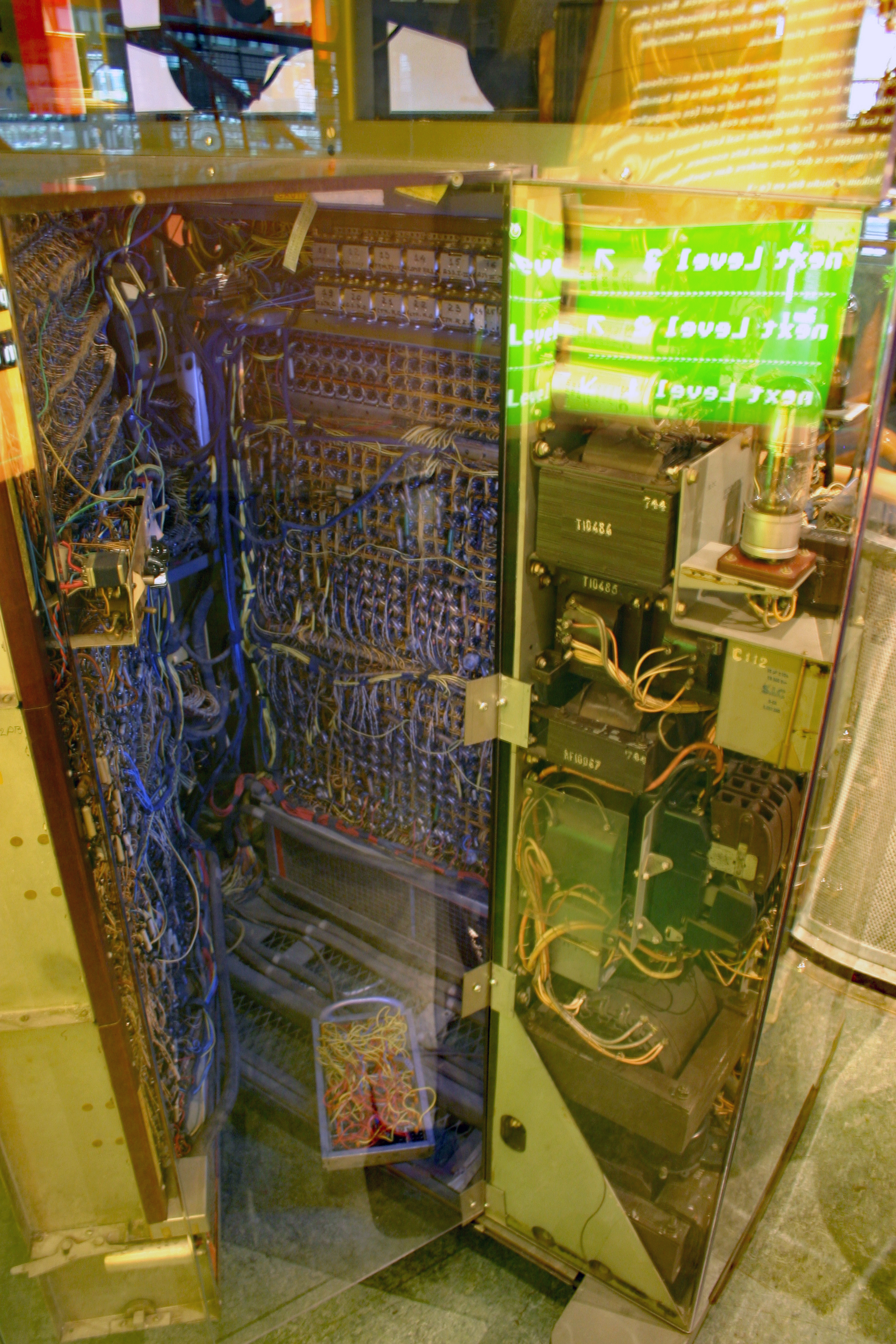
Електронний калькулятор IBM 604 у Національному науковому музеї NEMO, Амстердам.

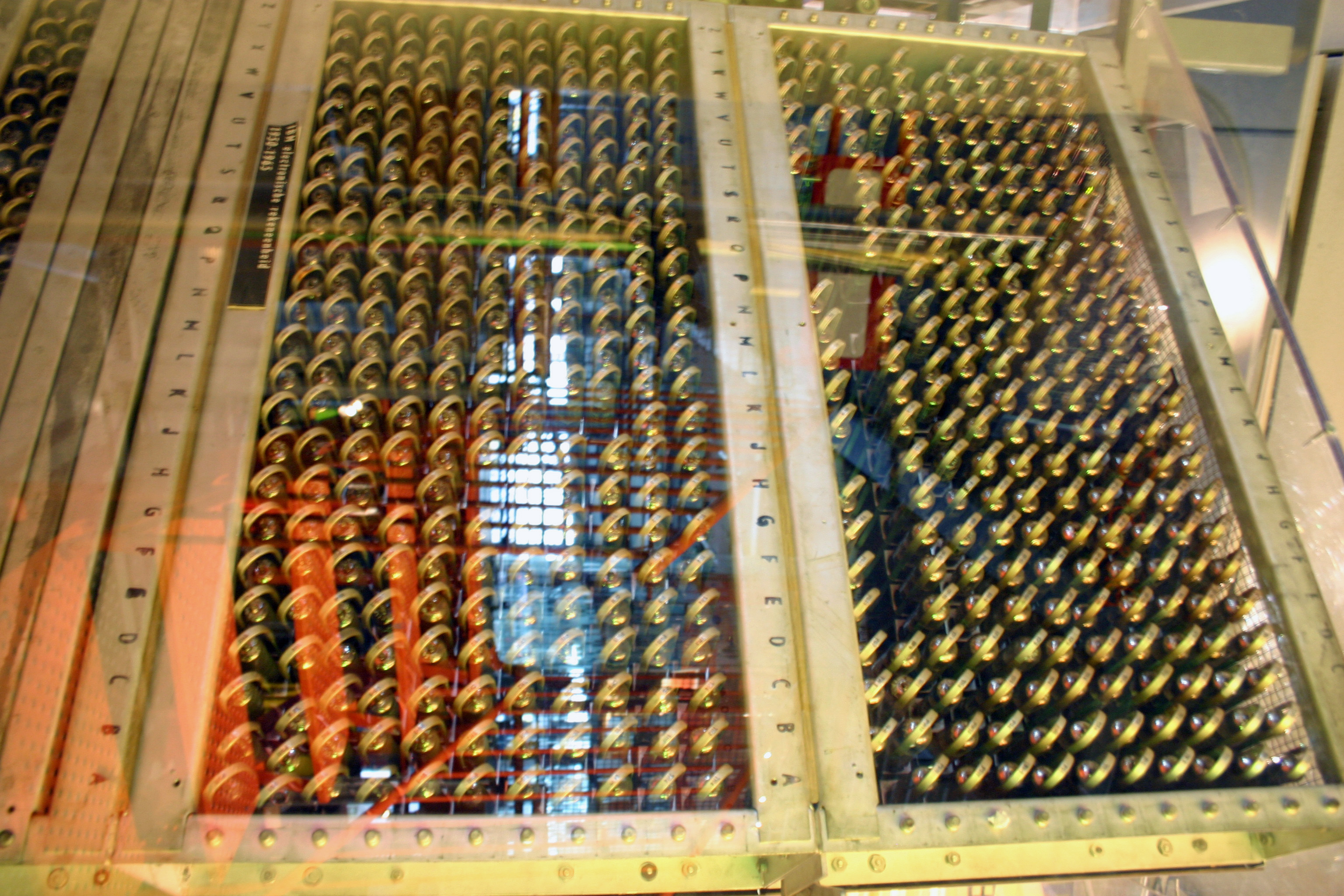
Модулі електронно-вакуумних ламп IBM 604

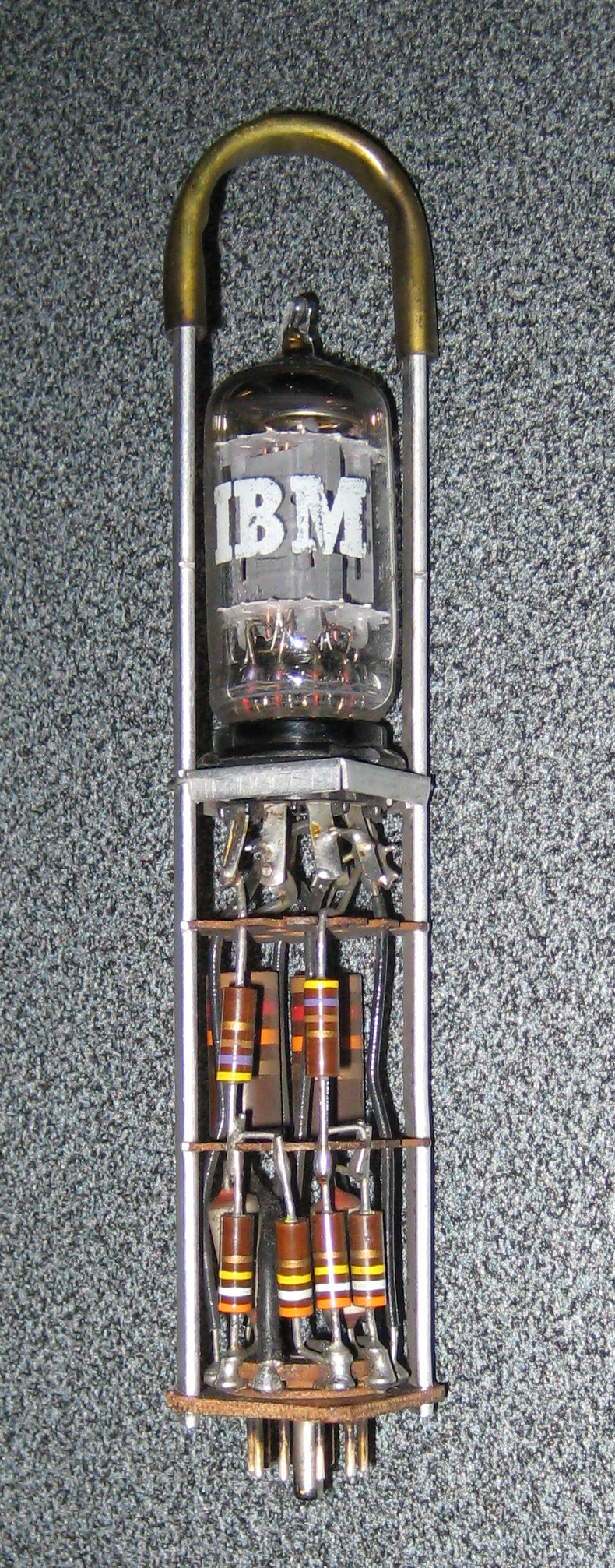
Модуль з електронно-вакуумною лампою

IBM 604 був панеллю керування програмованого Електронного Розрахункового Перфоратора розробку якого було розпочато в IBM 1948 року , Її було введено в експлуатацію 1953 році, і можна розглядати як гібрид між обліковою машиною і сучасною обчислювальною машиною, такою як комп'ютер IBM 701.
Більша частина схеми є модифікацією конструкцій, що використовувалися в попередніх IBM 603 і була реалізована на основі малих електронних ламп. Обчислювальний пристрій містив 1400 електронних ламп. Частоту було збільшено порівняно з швидкістю IBM 603 від 35 кілогерц до 50 кГц. IBM 604 виконувала дії додавання, віднімання, множення та ділення за допомогою двійково-десяткової арифметики.
Початкові версії машини підтримували 40 кроків програми, у наступних кількість кроків програми було збільшено до 60. 
IBM 604 і модифікована версія, 605, були використані як компоненти програмованого електронного калькулятора IBM CPC, попередника перших комп'ютерів IBM.
Повністю транзисторна версія IBM 604 була побудована і продемонструвана у жовтні 1954 року. Хоча у ній було використано 2000 транзисторів у порівнянні з 1250 електронними лампами у попередніх машинах, цей варіант IBM 604 займав у половину менше об’єму, використовуючи тільки 5% споживаної раніше потужності. Це була тільки експериментальна машина, але використана у ній технологія була використана для створення IBM 608, яку було представлено в грудні 1957 року, і яка стала першою "твердотільною" обчислювальною машиною на ринку.
IBM 604 збережено в Американському музеї комп'ютерів.